# チアゴ・ルイス・マルティンス
チアゴ・ルイス（Tiago Luís）ことチアゴ・ルイス・マルティンス（ポルトガル語: Tiago Luís Martins、1989年3月13日 - ）は、ブラジルのサッカー選手。ポジションはFW。

## クラブ歴
サントスFCの下部組織に在籍した。2008年1月27日にプロ初出場し、初得点も決めた。この頃はレアル・マドリードからも興味が報じられていた。しかしその後は出場機会にも恵まれず、レアル・マドリードへの移籍もなかった。2009年8月にはUDレイリアに期限付き移籍に出されたが、リーグでスターティングメンバーを取ったのも5試合に止まった。2011年1月6日にカンピオナート・ブラジレイロ・セリエBのAAポンチ・プレッタに年末までの期限付き移籍。その後、キンゼ・デ・ピラシカーバ、CAブラガンチーノに期限付き移籍をした後放出。
2013年1月29日にミラソウFCに移籍。5月15日に移籍しアソシアソン・シャペコエンセ・ジ・フチボウでレギュラーを取り、35年ぶりにカンピオナート・ブラジレイロ・セリエAへの昇格に貢献した。